# Jablonskia
Jablonskia es un género de plantas con flores perteneciente a la familia Phyllanthaceae. Su única especie: Jablonskia congesta (Benth. ex Müll.Arg.) G.L.Webster, Syst. Bot. 9: 232 (1984), es originaria de América tropical, donde se distribuye por Guyana, Surinam, Venezuela, Colombia, Ecuador, Perú y Brasil. 

## Sinonimia
- Phyllanthus congestus Benth. ex Müll.Arg., Linnaea 32: 25 (1863).
- Securinega congesta (Benth. ex Müll.Arg.) Müll.Arg. in C.F.P.von Martius & auct. suc. (eds.), Fl. Bras. 11(2): 76 (1873).
- Acidoton congestus (Benth. ex Müll.Arg.) Kuntze, Revis. Gen. Pl. 2: 592 (1891).